# Stupa

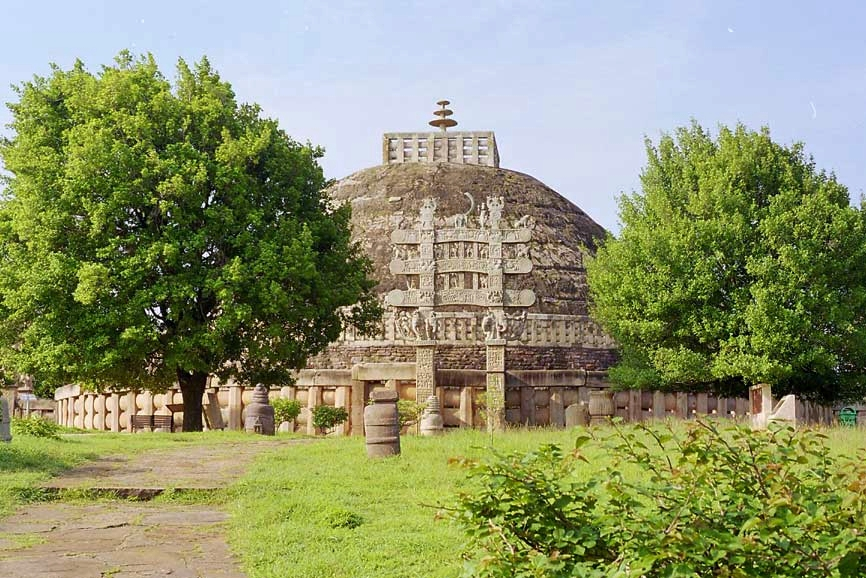
Der große Stupa von Sanchi mit Umzäunung (vedika) und Toren (toranas) sowie einem Zaun (harmika) und Schirm (chhattra) auf der Spitze der Halbkugel (anda)

Ein Stupa (Sanskrit m., स्तूप, stūpa, Pali thupa oder tope, singhalesisch dagoba, chinesisch tǎ oder pagoda, birmanisch Paya, tibetisch chörten, thailändisch chedi) ist ein buddhistisches Bauwerk, das Buddha selbst und seine Lehre, den Dharma, symbolisiert. Ein den frühen Stupas ähnlicher kreisförmig aufgeschütteter Grabhügel (tumulus) diente ursprünglich der Bestattung von Herrschern in Indien und ist seit prähistorisch-megalithischer Zeit bekannt. Im frühen Buddhismus wurden in einem Stupa Reliquien des Buddha und später von herausragenden Mönchen (arhats) aufbewahrt; so wurde er das rituelle Zentrum der Buddha- und Arhatverehrung. Der Stupa wird von Buddhisten rituell im Uhrzeigersinn umkreist (pradakshina).

## Etymologie
Während das eingedeutschte Wort dem Sanskrit-Wort stūpa entspricht, lässt sich das Synonym tope auf die Pali-Form thupa zurückführen.
Die englischsprachige Fachliteratur des 19. Jahrhunderts bezeichnete den Stupa auch als tope. Der Begriff soll aus Afghanistan stammen, wo Johann Martin Honigberger und Charles Masson im Jahr 1833 solide gemauerte buddhistische Grabhügel entdeckten (Kabul Minars), die sie topes nannten. Der gleiche Begriff wurde auch für die Grabhügel von Mankiala im pakistanischen Teil des Punjab benutzt. Daher kommt Alexander Cunningham in seinem Buch The Bhilsa Topes zu der Schlussfolgerung, dass tope vom Pali-Wort tupo stammt, welches wie auch das Sanskrit-Wort stupa einen Grabhügel beschreibt.

## Geschichte

### Vorbuddhistischer Ursprung
Mit Stupa (Sanskrit stup: „aufhäufen“, „ansammeln“) war in uralten Zeiten der längliche Stein- oder Erdhügel gemeint, der über den Überresten – meist Asche – einer toten Person errichtet wurde. Zu einem unbekannten Zeitpunkt setzten die Inder einen Stab (eventuell bereits mit Schirm (chhatra)) in den Mittelpunkt der Halbkugel und beerdigten die nach der Leichenverbrennung übrig gebliebenen Knochen- und Zahnreste unter ihm. Der Stab wurde als Verbindung zum Zentrum des Universums angesehen, welches alle Energie sammelte und die Geburt allen Lebens beeinflusste. Die (Halb-)Kugel als Symbol für Vollständigkeit zeigte die Balance von Energie im Universum und wurde zum Symbol des Universums.

### Erste Stupas im Buddhismus
Diese Grundideen übernahm später der Buddhismus. Stupas gelten als die ersten wichtigsten Denkmale und Orte künstlerischer Gestaltung im Buddhismus. Der Buddha soll den Bau von Stupas angewiesen haben, allerdings sind die ältesten bekannten Stupas aus der Zeit Kaiser Ashokas. Dieser ließ einer Legende nach 84.000 Stupas in seinem Herrschaftsgebiet errichten. In der Mahaparinibbana-Sutra wird erwähnt, dass vier Personenkreise würdig genug sind, einen solchen Grabhügel zu erhalten: Ein Vollendeter, ein Heiliger, „vollkommen Erwachter“ (also ein historischer Buddha – Samma-Sambuddha), ein „einzeln Erwachter“ (also ein Buddha, der allerdings nicht den Dharma predigt – Pacceka-Buddha), ein Jünger des Vollendeten und ein Kaiserkönig (Chakravartin = „Universeller Monarch“).

### Spätere Entwicklung
Bereits in den ersten nachchristlichen Jahrhunderten wurden in Indien kaum noch Großstupas gebaut; die Bauten in Nepal (z. B. Bodnath- und Swayambhunath-Stupa), Pakistan (z. B. Amlukdara-Stupa, Shingardara-Stupa) oder anderen Gegenden Südostasiens stammen jedoch aus dieser Zeit. In den buddhistischen Tempelkomplexen Indiens (zum Beispiel Sanchi) oder in den Chaitya-Hallen entstand hingegen eine Vielzahl von kleineren Stupas, die oft aus dem natürlichen Fels herausgehauen wurden und somit keine Reliquien enthielten oder aber von vornherein als Gedenk- oder Votivstupas aufgefasst wurden.

## Symbolische Bedeutung

### Ausbildung eigener Formensprache
In nur wenigen Jahrhunderten entwickelte sich der schlichte Grabhügel zu der Grundform der heutigen Stupas, der des Stupas von Sanchi (Zentral-Indien). Bereits hier sind die vier Grundelemente zu erkennen: eine quadratische Grundfläche als Basis, das halbkugelige Kuppelgewölbe, eine Reliquien-Kammer und die Spitze, oft auch durch einen stilisierten Schirm ersetzt, die mit einer Krone/einem „Juwel“ (welches oft wörtlich zu nehmen ist) abgeschlossen ist.

### Bedeutung

Mandala

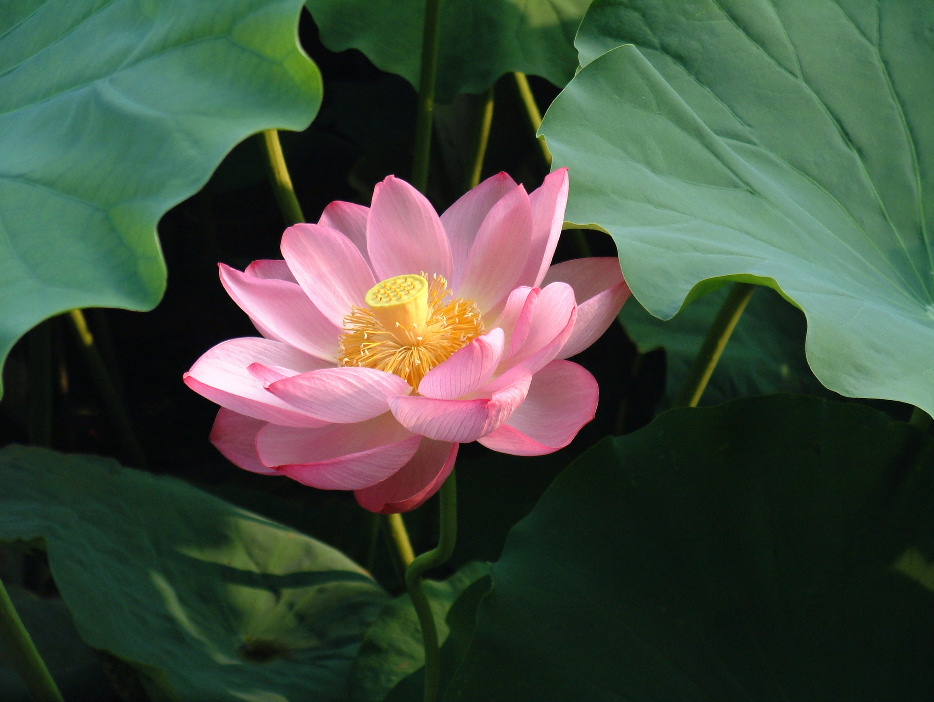
Lotosblüte

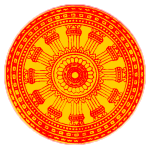
Rad

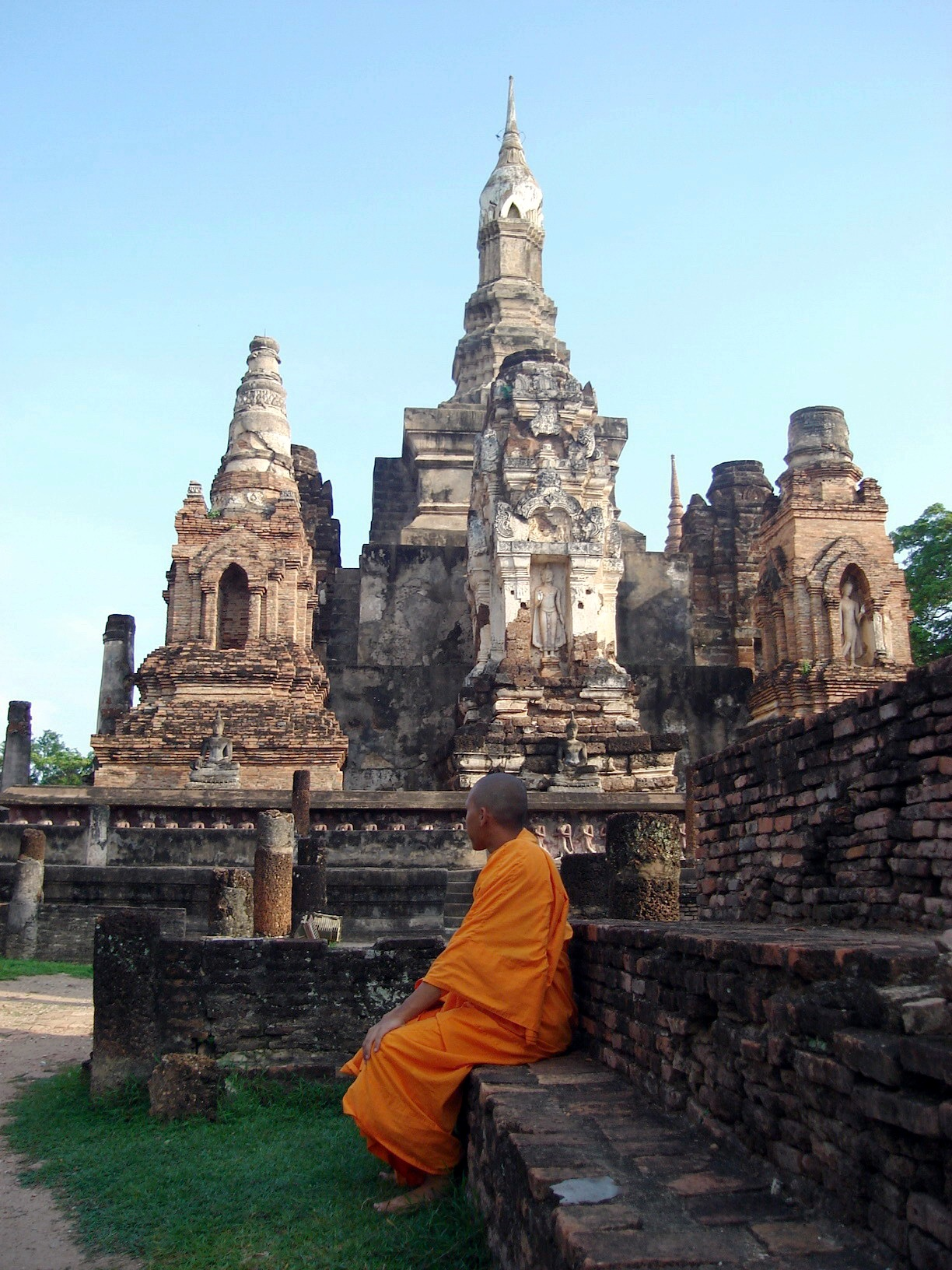
Stupa als Berg Meru

Der Stupa hat eine mannigfaltige symbolische Bedeutung.
- Der Grundriss des Stupa kann ein Symbol sein für
  - das Rad der Lehre (Dharmachakra) mit der Achse des Rades als Weltachse
  - die Lotosblüte
  - ein Mandala
- Der gesamte Stupa-Bau kann ein Symbol sein für
  - den Berg Meru mit dem Weltenbaum auf dem Gipfel als Symbol des ganzen Kosmos (siehe Relief am Stupa von Amaravati und in Borobudur[7])
  - die drei Juwelen
  - die fünf Elemente[8]
  - den im Lotussitz auf einem Thron sitzenden Buddha[9]
- Die Kuppel des Stupa kann ein Symbol sein für
  - ein „kosmisches Ei“ (Sanskrit: aṇḍa) oder den Mutterschoß (Sanskrit: garbha; siehe auch garbhagriha) – also ein „Behälter der Elemente“ (dhātu-garbha – Herkunft des Wortes Dagoba)

Der alte indische Stupa hat von oben nach unten folgende Bestandteile und Symbolik:
| Bestandteil                        | Juwel  | Element       | Buddha          |
| ---------------------------------- | ------ | ------------- | --------------- |
| Krone                              | Buddha | Luft und Raum | Bodhi           |
| Spitze / Mast mit Ehrenschirmen    | Buddha | Feuer         | Ushnisha        |
| quadratische Reliquien-Kammer      | Buddha | Feuer         | Kopf            |
| Kuppel                             | Dharma | Wasser        | Oberkörper      |
| kreisrunder Sockel                 | Dharma | Wasser        | gekreuzte Beine |
| quadratische Grundfläche/Plattform | Sangha | Erde          | Löwenthron      |

Bedeutung und Verwendung des Stupa:

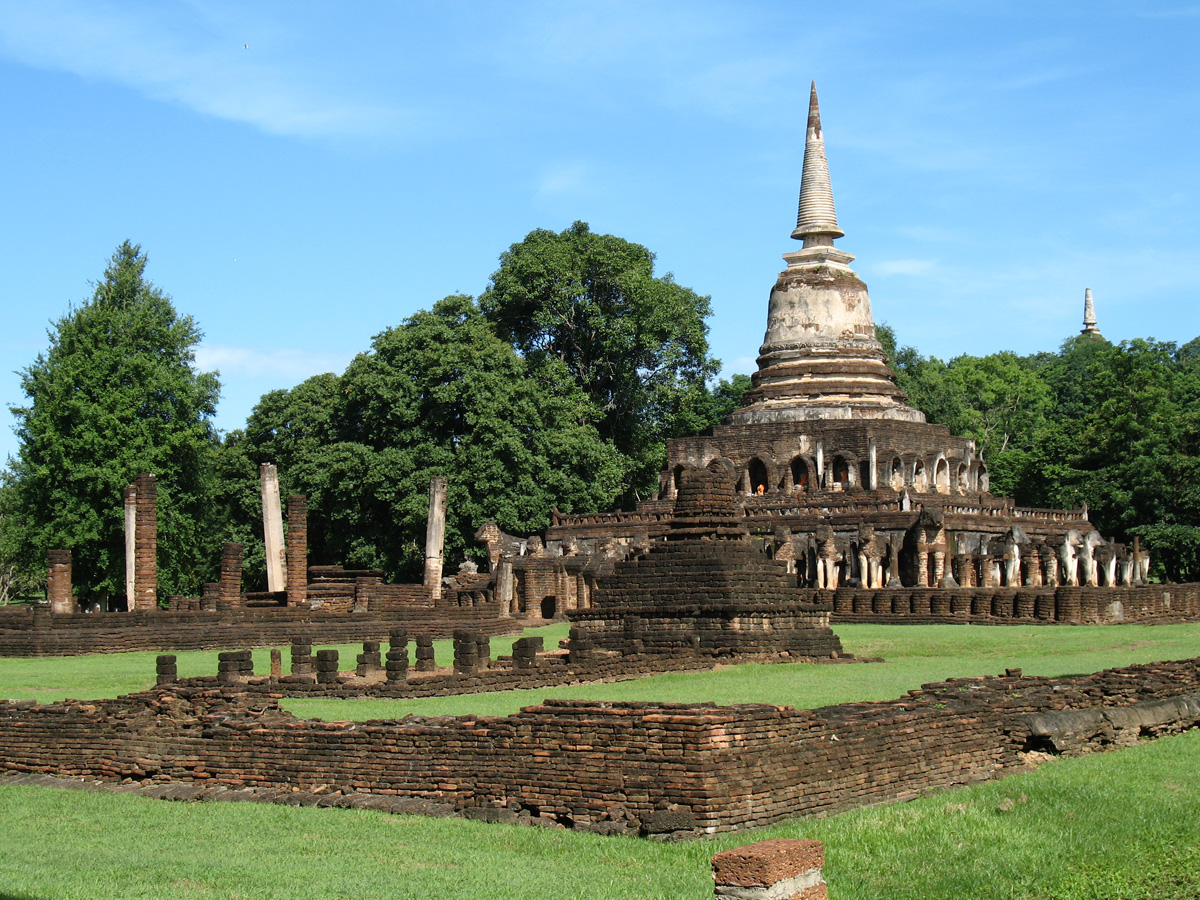
Wat Chang Lom, Si Satchanalai soll eine Reliquie enthalten

- Der Stupa als Reliquien-Behälter – Nach seiner Kremation wurden die Reliquien des Buddha in acht Teile geteilt und an die acht anwesenden Könige verteilt. Mehr als 200 Jahre später fanden sich auf wundersame Weise diese acht Teile im Besitz von Kaiser Asoka wieder. Der Legende nach teilte er sie daraufhin in 84.000 Teile und schloss sie in ebenso viele Stupas in seinem gesamten Reich ein.[6] Ausgehend von der Zahl der Stupas, die heute für sich in Anspruch nehmen, Reliquien des Buddha zu enthalten, ist es recht unwahrscheinlich, dass sie wirklich einen dieser 84.000 Teile enthalten. Möglicherweise handelt es sich oft nur um Kopien von solchen Stupas.

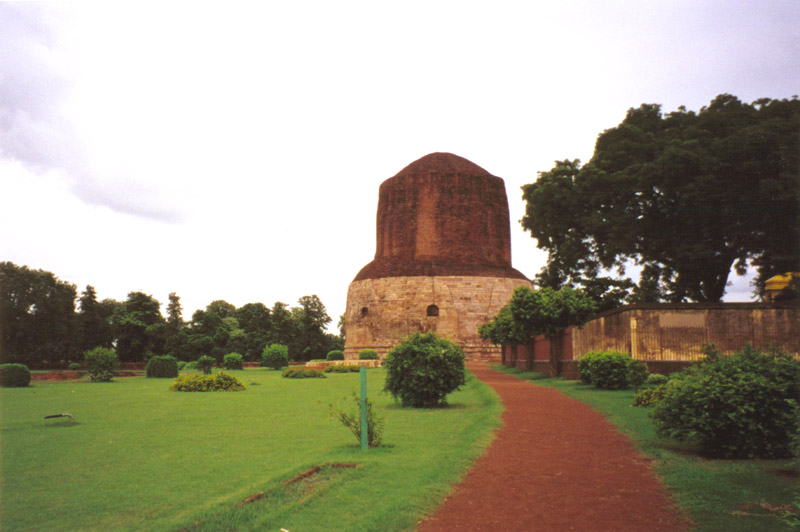
Dhâmek Stûpa in Sarnath

- Der Stupa als Denkmal (Sanskrit: uddesika-stūpa) – in der Mahaparinibbana Sutta (Digha-Nikaya 16.5.3) weist der Buddha auf vier Plätze hin, die Gläubige nach seinem Eingehen ins Parinirvana besuchen können. Hier sollten im Angedenken an die Ereignisse Stupas errichtet werden: am Ort seiner Geburt (Lumbini), am Ort seiner Erleuchtung (Bodhgaya), am Ort der Ersten Predigt (Sarnath) und am Ort seines Parinirvana (Kushinagar). Später wurde die Liste der buddhistischen Pilgerstätten um weitere vier Orte erweitert: Srāvastī, Sāmkāśya, Vaiśali und Rājagṛha. In Tibet werden diesen acht Orten acht verschiedene Typen von Stupas zugeordnet (siehe zum Beispiel beim Dzogchen-Kloster in Kham[11]).
- Der Stupa als Votivgabe:
  - Viele Stellen des Mahayana-Kanons weisen darauf hin, dass es eine verdienstvolle Tat ist, einen Stupa zu bauen. Damit werden bis zu 18 verschiedene Arten von Verdiensten verbunden. Allerdings sind beim Bau einige Dinge zu beachten. Es ist zwar gleich, in welcher Größe man einen Stupa plant – wichtig sind jedoch korrekte Proportionen und eine reine Motivation des Bauherrn. Gemäß tibetischer Tradition muss ein kundiger Lama daher den Bau überwachen und anschließend einweihen, um keinen „Schwarzen Stupa“ zu erhalten („wie ein Körper ohne Eingeweide“). Gefüllt wird der Stupa mit sogenannten Tsa-Tsas.[12]
  - In Thailand ist es Tradition, zu Neujahr (songkran) in den Tempeln Stupas (chedis) aus Sand zu bauen. Der Sand soll den Staub wieder an den Ursprungsort zurückbringen, den die Gläubigen im Laufe des Jahres an ihren Schuhen haftend von dort weggetragen haben.

### Vorzüge
Einen Stupa zu errichten gilt im Buddhismus als sehr heilsam, da positives Karma im Geist des Erbauers zurückbleibt. Auch in der Zukunft seien dem Baumeister dadurch vielfältige Vorzüge durch vorteilhafte Wiedergeburten gegeben. Im besten Fall wird eine rasche Erleuchtung ermöglicht. Einen Stupa zu umschreiten (pradakshina) sei ebenfalls sehr vorteilhaft und ermögliche positive Wiedergeburten.

## Verschiedene Entwicklungen

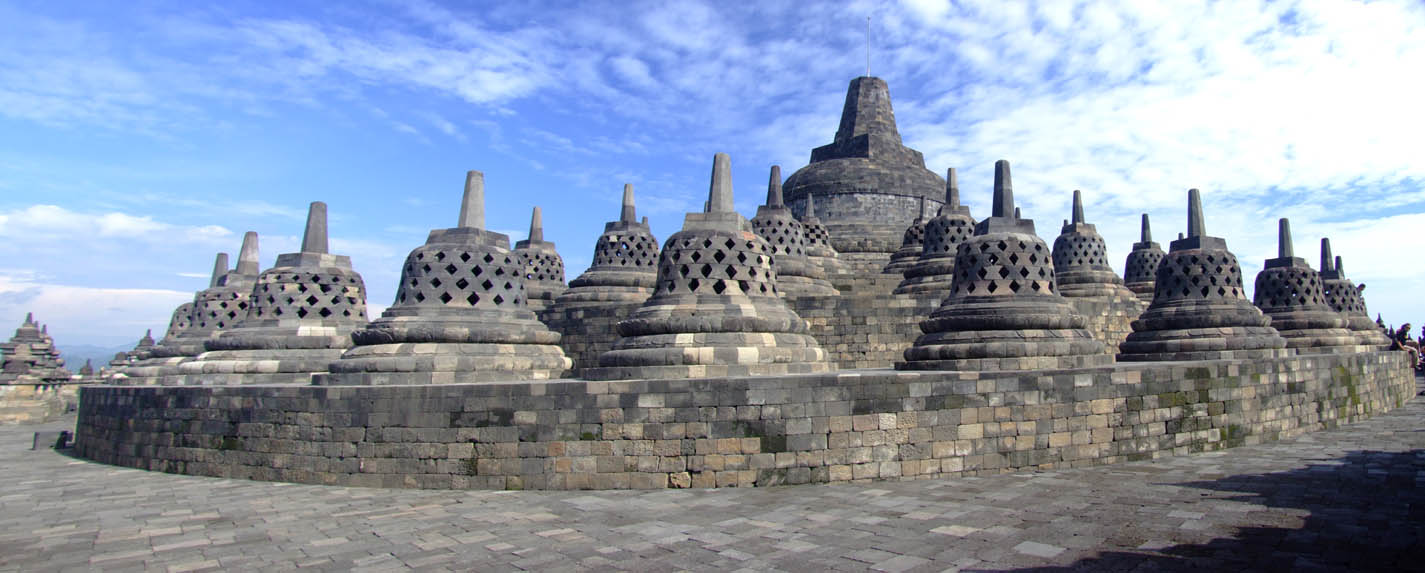
Borobudur

Aus dem Stupa entwickelte sich in Sri Lanka seit dem 2. Jahrhundert v. Chr. die Dagoba, in Myanmar die Paya, in Thailand die Chedi, die auf der singhalesischen Dagoba fußt. Daraus ergab sich in Laos der That. Die in den Jahren 750 bis 850 erbaute und auf einem Mandala-Grundriss basierende Anlage des Borobudur auf der indonesischen Insel Java ist in vieler Hinsicht ein Sonderfall.
Die nördliche Entwicklungslinie zeigt in Ostasien die Pagode, deren chinesische Variante innen begehbar ist. Die chinesische Pagode verbreitete sich im 5.–8. Jahrhundert nach Korea und Japan (in Japan ausschließlich aus Holz konstruiert). In Tibet entwickelte sich der Stupa zum Chörten weiter, dessen Bauform in Texten des Tengyur, dem Kommentarteil des tibetischen buddhistischen Kanons, festgelegt ist. Der Chörten symbolisiert den Stufenweg zur Erleuchtung und stellt zugleich ein Sinnbild für den aktiven Weg des Bodhisattva dar.

## Bedeutende historische Stupas

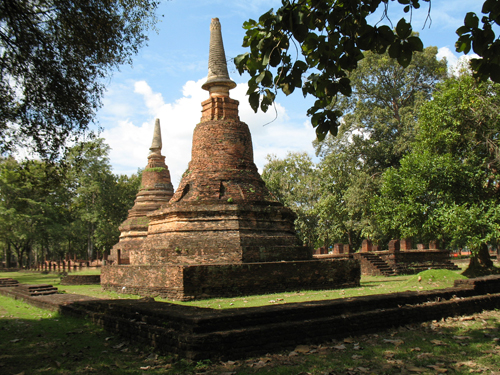
Wat Phra That, Thailand

| Indien - Sanchi - Bharhut - Amaravati - Piprahwa - Kesariya - Kushinagar - Sarnath - Shravasti - Thotlakonda | Pakistan - Mankiala - Shingardara - Amlukdara - Butkara - Taxila - Kanischka-Stupa - Mohenjo-Daro | Nepal - Bodnath - Swayambhunath Sri Lanka - Anuradhapura - Dedigama - Mihintale - Rankoth Vehera - Tissamaharama - Yudaganawa | Indonesien - Borobudur Myanmar - Shwedagon (Rangun) - Bagan Laos - That Luang (Vientiane) - That Dam (Vientiane) - That Pathum (Luang Prabang) | Thailand - Ayutthaya - Sukhothai - Wat Phra That Hariphunchai (Lamphun) - Wat Phra That Doi Suthep (Chiang Mai) |

## Bildergalerie

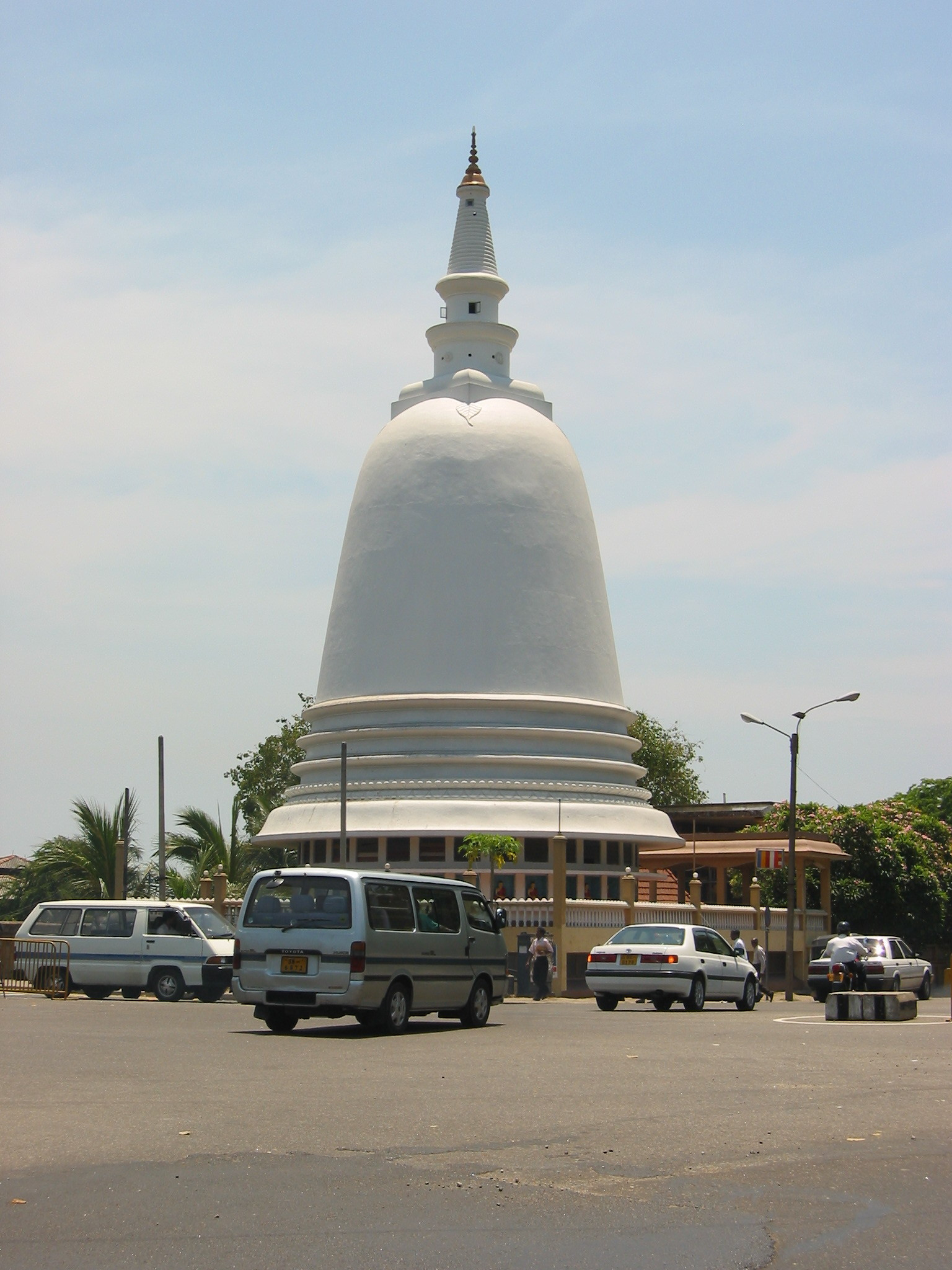
Dagoba in Colombo, Sri Lanka
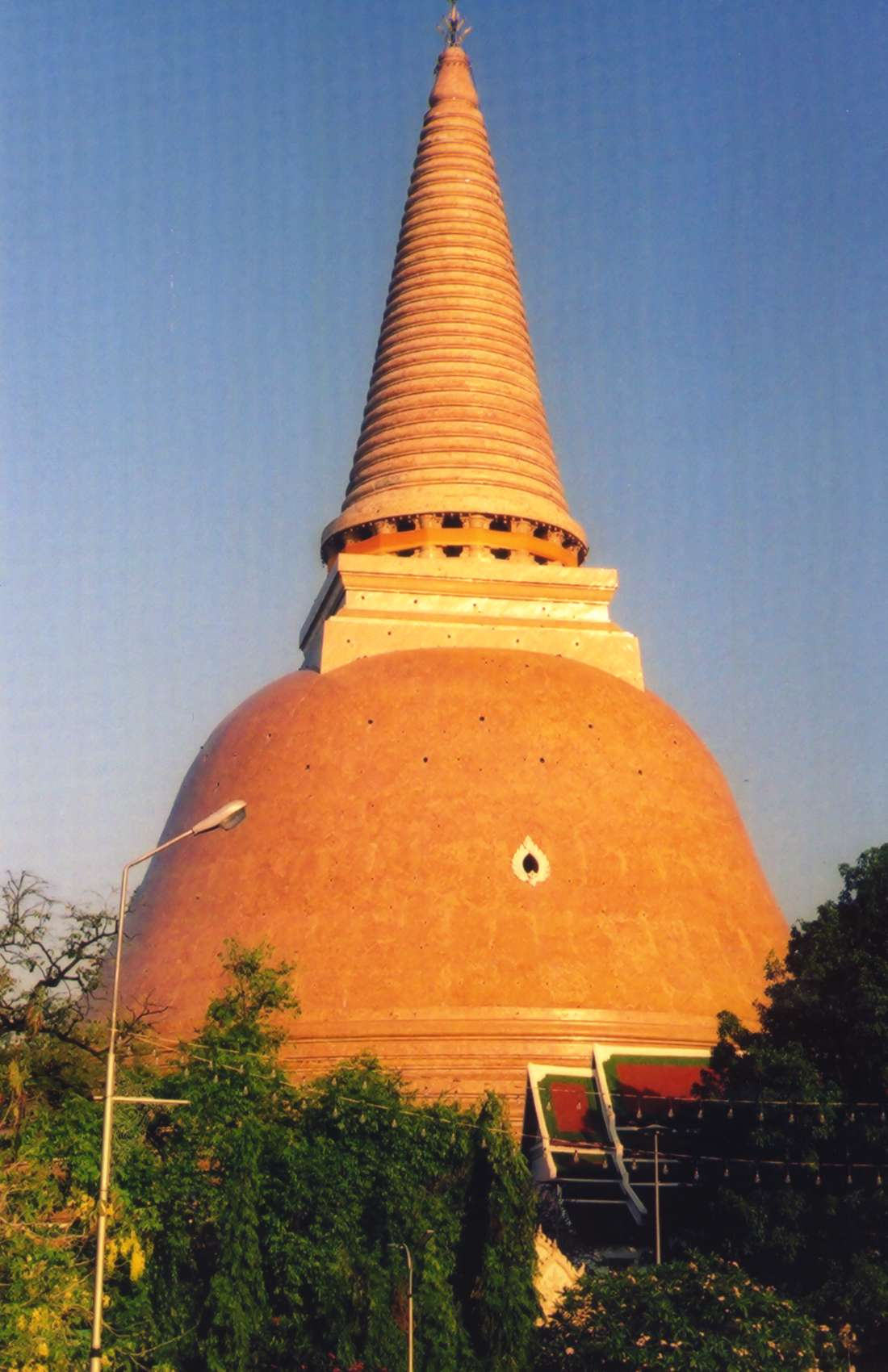
Phra Pathom Chedi, Nakhon Pathom, Thailand
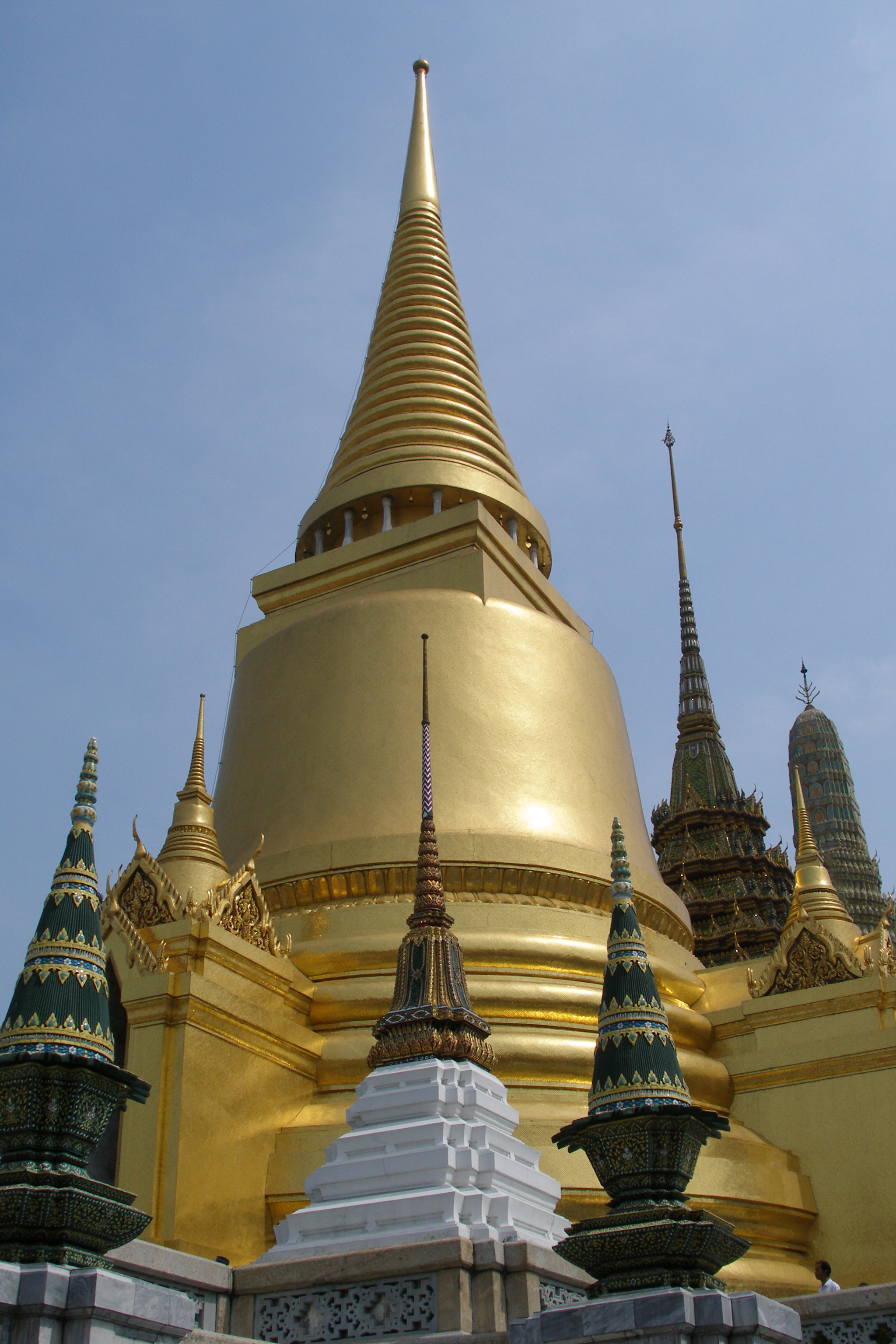
Chedi Phra Sri Rattana, Chedi im Wat Phra Kaeo, Bangkok, Thailand
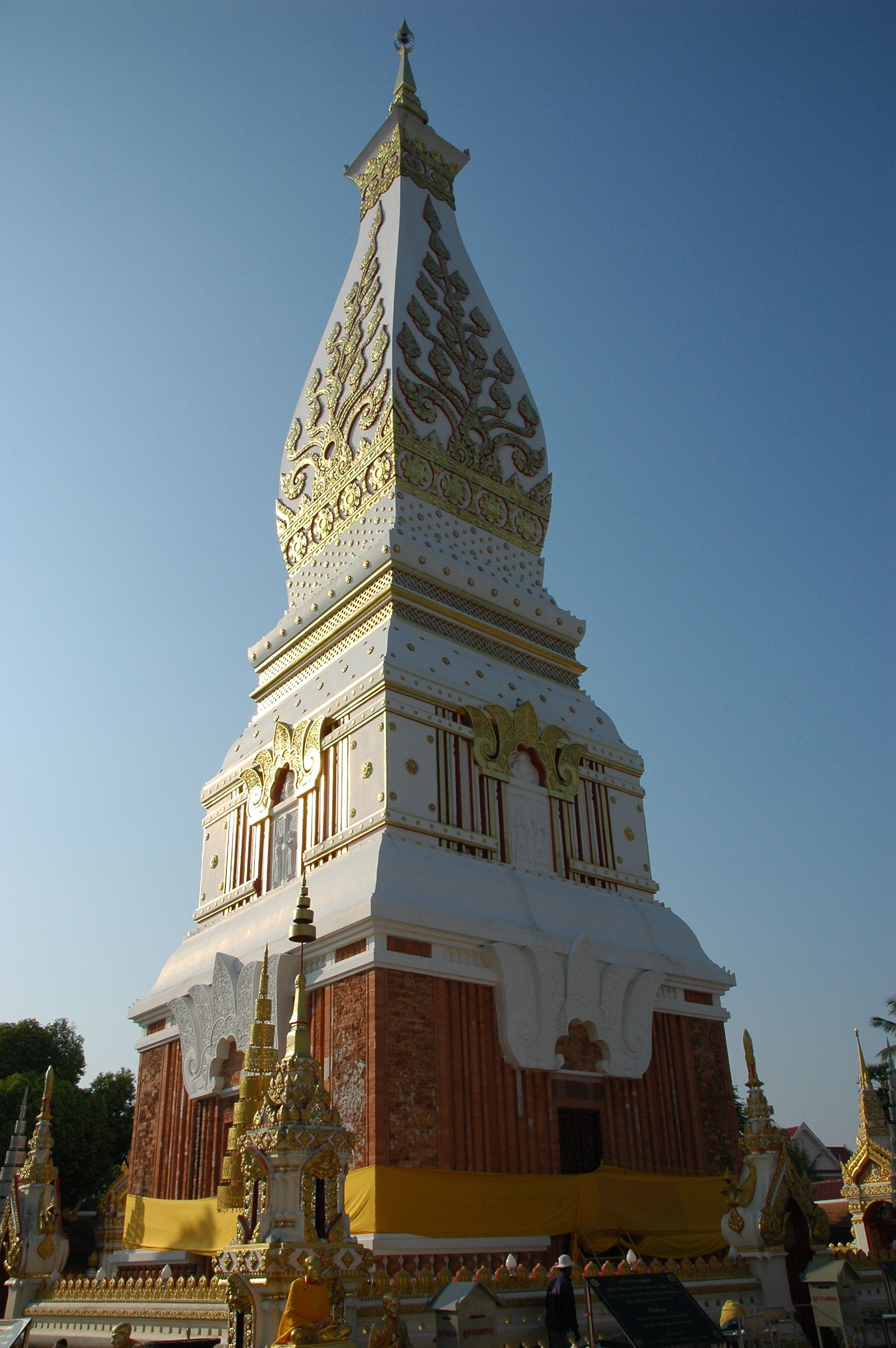
Wat Phra That Phanom, Nakhon Phanom, Thailand
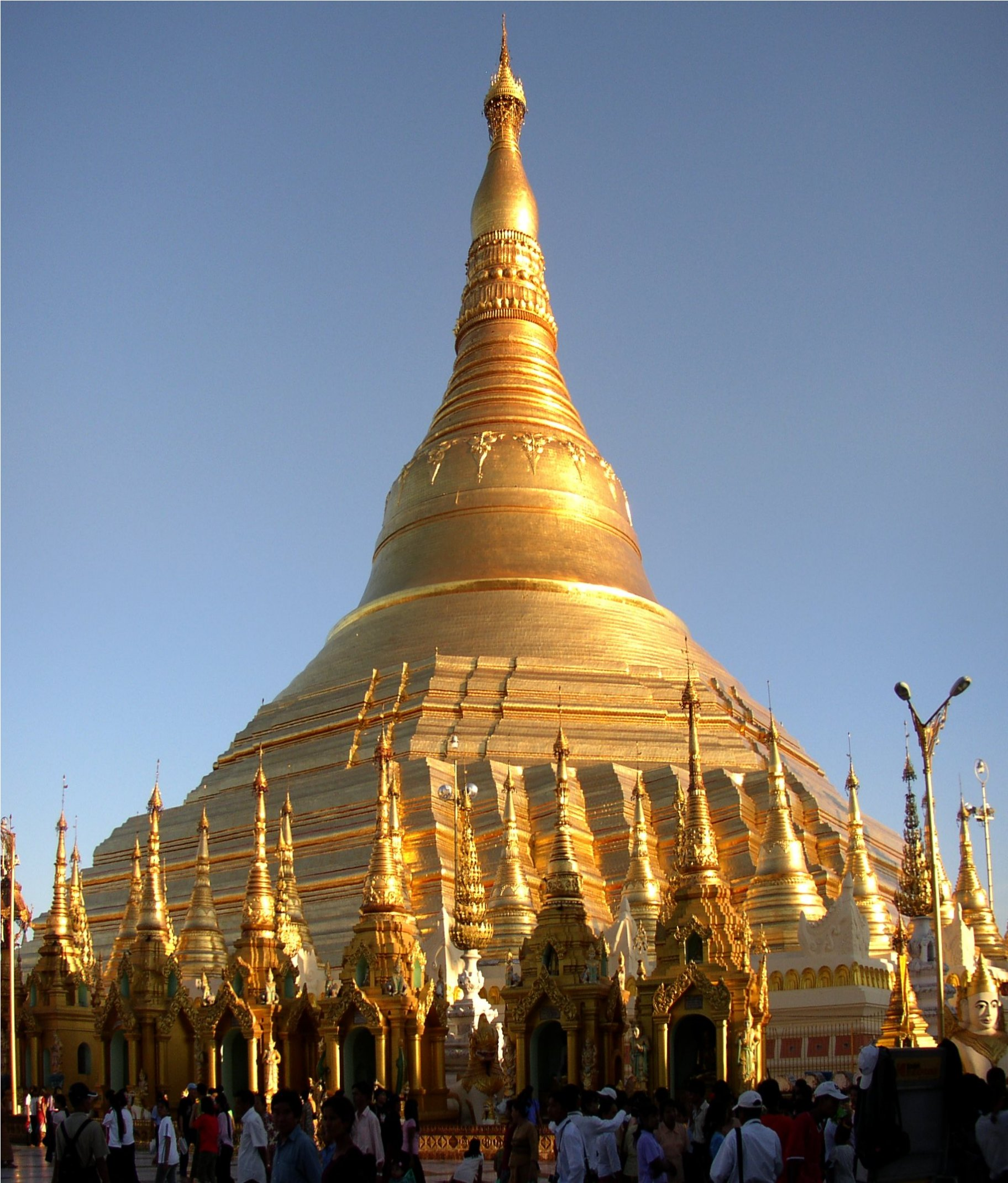
Shwedagon in Rangun, Myanmar
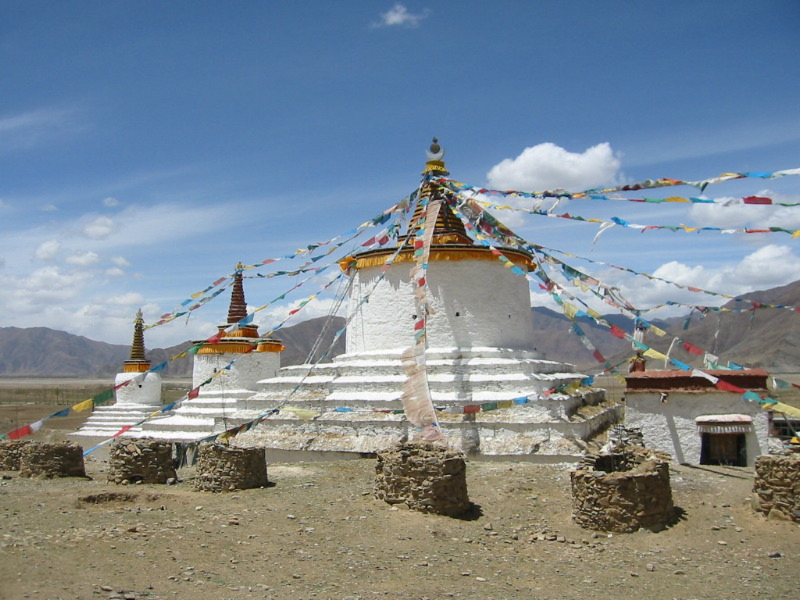
Chörten, Tibet
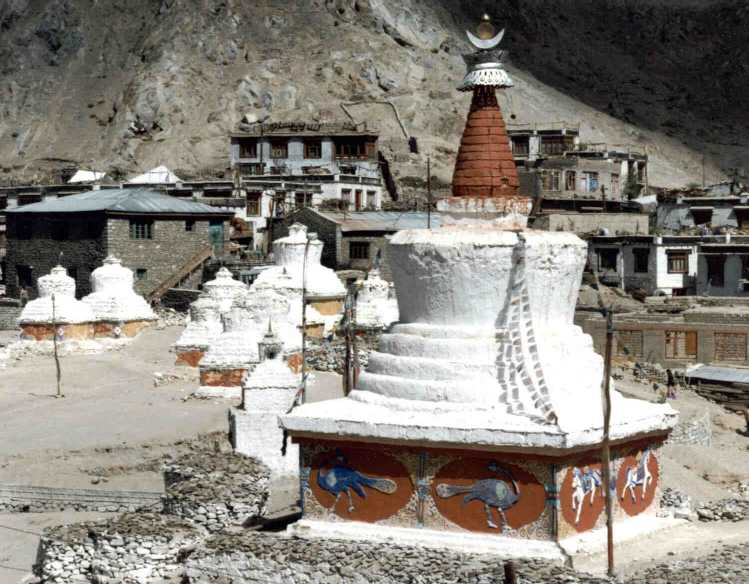
Chörten, Ladakh
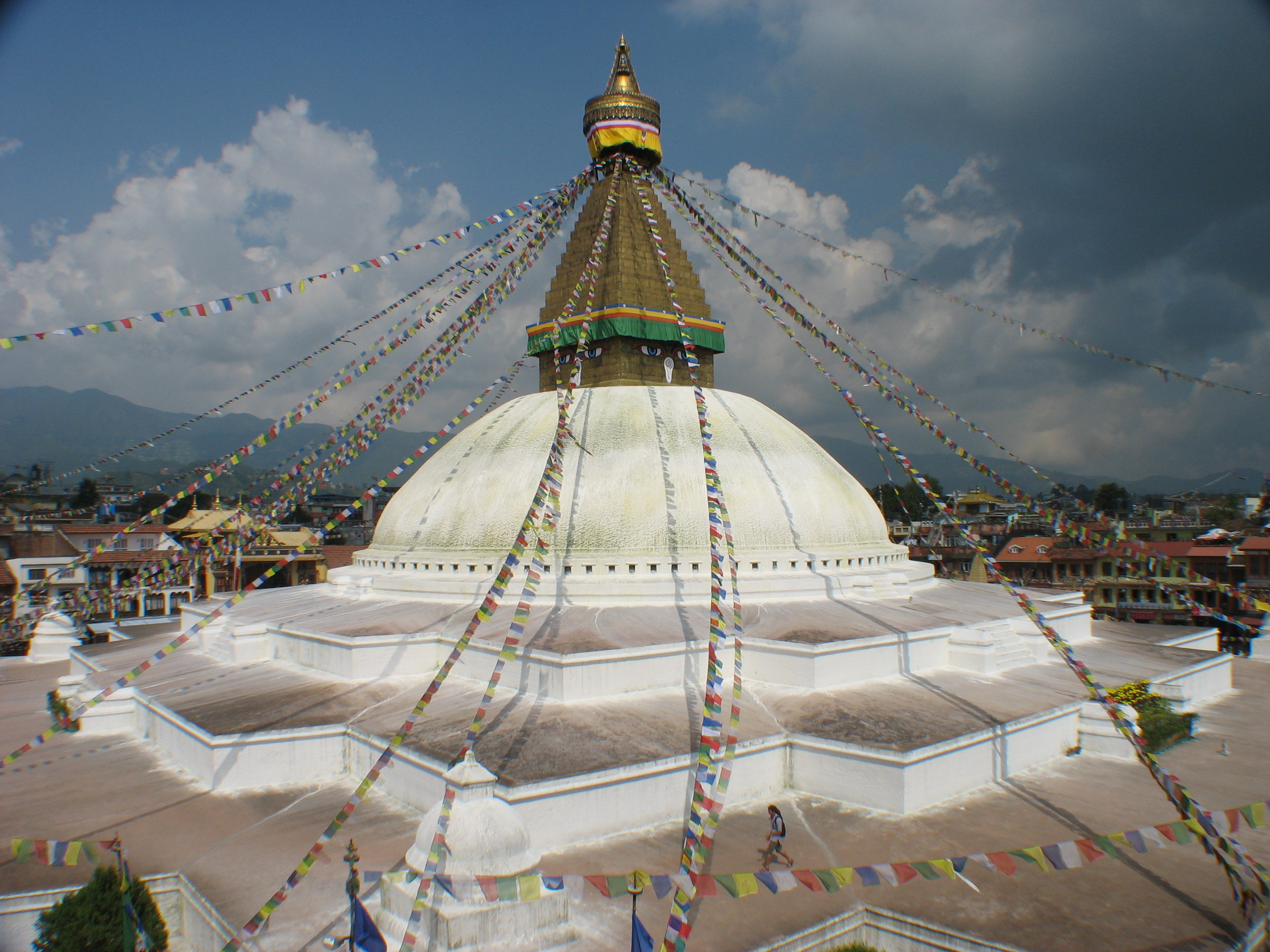
Stupa in Bodnath, Nepal
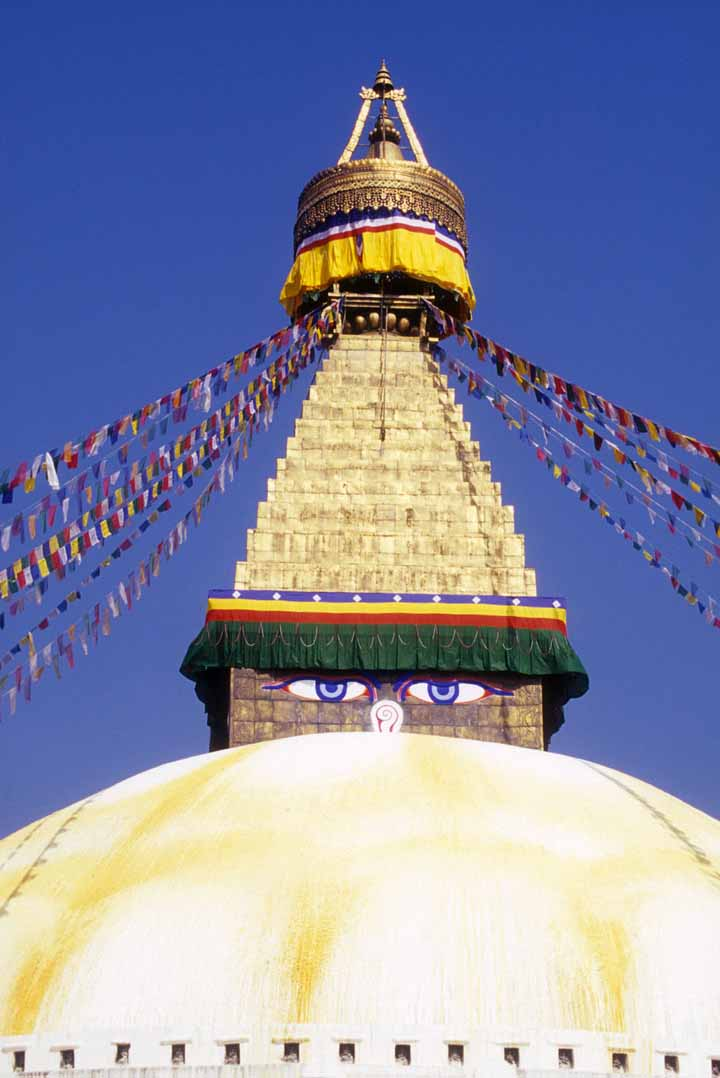
Bodnath (Detail), Nepal
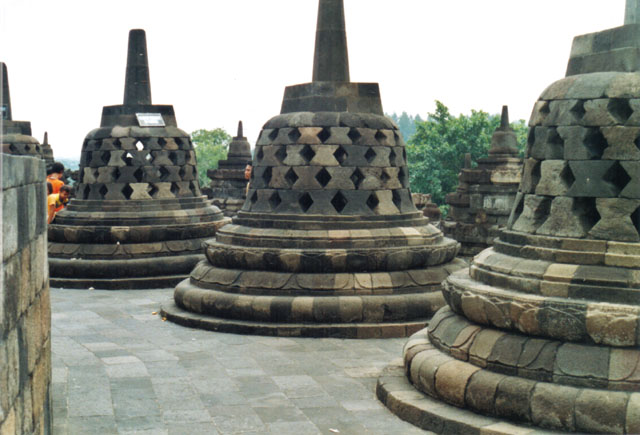
Borobudur, Indonesien
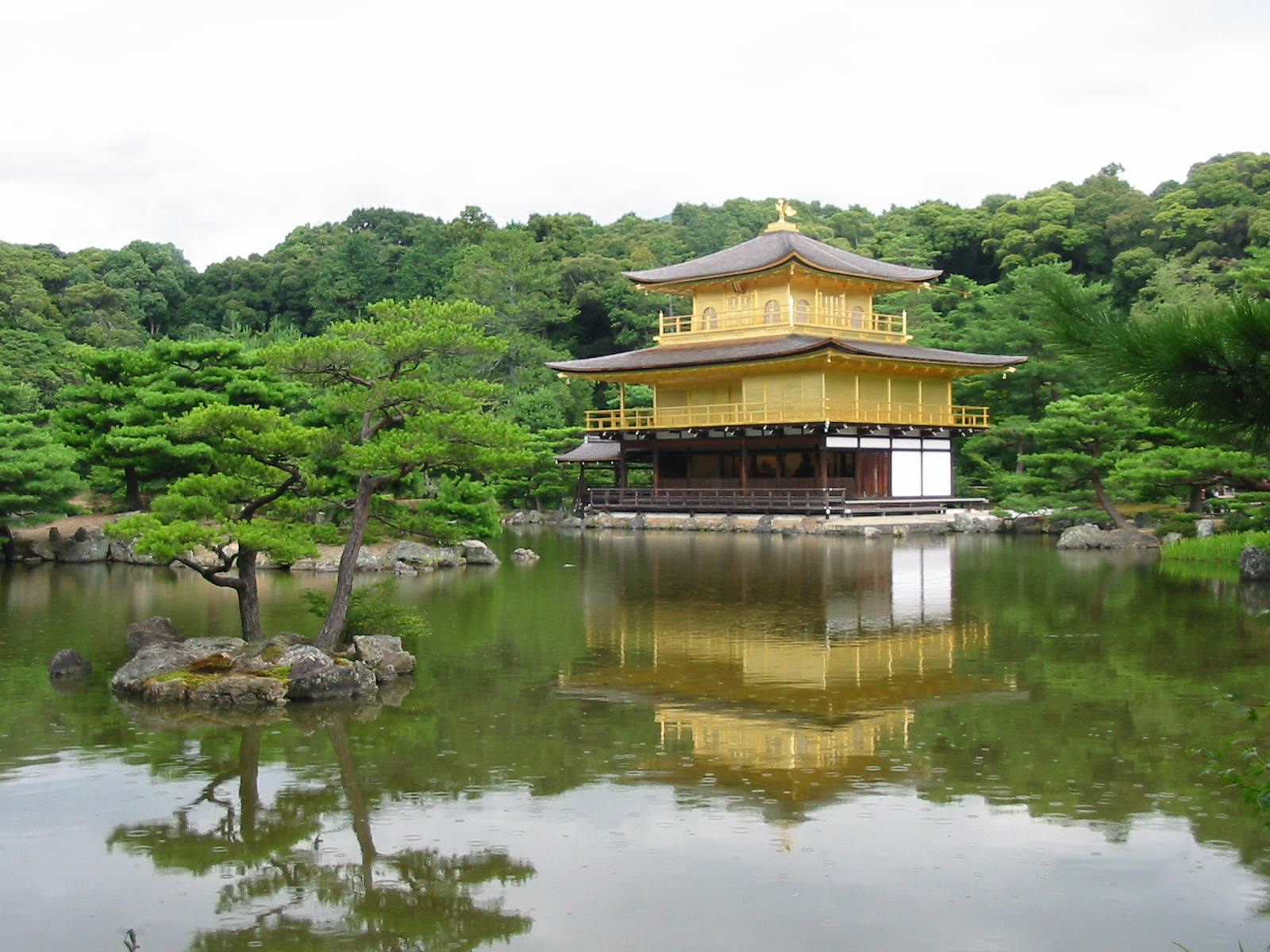
Kinkaku-ji, Kyōto, Japan
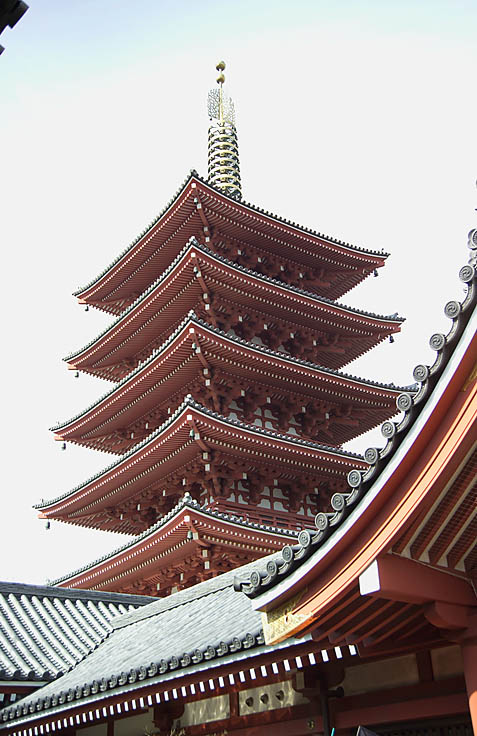
Sensō-ji, Tokio, Japan